# Moskauer Höhenrücken
Der Moskauer Höhenrücken ist ein bis 311 m hoher, sehr langgestreckter Höhenzug in Russland. 
Der Höhenzug ist ein Teil der großen Osteuropäischen Ebene und die östliche Fortsetzung der Smolensker Höhen. Er liegt nordwestlich und nordöstlich von Moskau; an seinem Westende geht der Höhenrücken auch nahtlos in die langgestreckte Mittelrussische Platte über. 
Das mittelgebirgsartige Landschaftsbild des Moskauer Höhenrückens ist gekennzeichnet durch hügelige und bergige Bereiche, durch die sich teilweise recht tief eingekerbte Flusstäler ziehen.
Im Moskauer Höhenrücken entspringt der Fluss Kljasma. Die größte Stadt ist Moskau, welche sich südlich des Höhenzugs ausbreitet.